# لامبرتون (تگزاس)
لامبرتون، تگزاس(به انگلیسی: Lumberton, Texas) شهری در ایالت تگزاس از ایالات جنوبی ایالات متحده آمریکا است. در سرشماری سال ۲۰۰۰، جمعیت این شهر ۸۷۳۱ نفر اعلام شد.